# Байцетуй
Байцетуй — село в Шилкинском районе Забайкальского края России в составе сельского поселения «Размахнинское».

## География
Находится в западной части района на расстоянии примерно 48 километров (по прямой)  на запад от города Шилка.

## Климат
Климат резко континентальный с длительной недостаточно снежной зимой и более коротким, теплым, неравномерно увлажненным летом. Зима длится от начала октября до конца марта – начала апреля. Средняя температура воздуха в январе колеблется от -25°С до -29°С. Зима малоснежная. Мощность снежного покрова колеблется от 10-15 см (на пониженных местах) до 20 см (в горах). Лето короткое (от 100 до 115 дней), начинается в конце мая и продолжается до начала сентября. Во второй половине лета выпадает основное количество осадков теплого периода (до 60-80% от годовой суммы), а на реках образуются паводки, иногда переходящие в наводнения. Средние температуры июля составляют +18°С, +20°С, а их максимум может достигать +40°С. Переходные сезоны года короткие (от 35 до 40 дней), при этом для весны характерна ветреная погода.
Часовой пояс
Село Байцетуй находится в часовой зоне МСК+6. Смещение применяемого времени относительно UTC составляет +9:00.

## История
Официальный год основания села 1865. В 1865 году было известно как поселение оседлых тунгусов. В 1893 население — 242 чел., в 1897 — 383, в 1916 — 566 чел., в 1923 — 655. В советское время колхозы «Страна Советов» и «Победа».

## Население
Постоянное население составляло 160 человек в 2002 году (русские 100%), 143 человека в 2010 году.

## Инфраструктура
Имеется начальная школа, библиотека, медицинский пункт. Сельскохозяйственное предприятие «Размахнино».